# 吕刑
吕刑是中國西周时期周穆王命吕侯参照夏朝的赎刑制度制定。

## 内容主旨
现保存在《尚书》中的吕刑篇，虽然不是法典，但保留了西周法制的原则，反映了吕刑关于刑书条目、刑罚分类、审判原则方法等方面的内容。
《墨子·尚贤下》提到吕刑。《墨子》提到先王将吕刑书之竹帛，传给子孙。《墨子·尚贤下》引用的吕刑片段就是《尚书·吕刑》的一段。